# Husni az-Za’im
Husni az-Za’im (ur. 1897, zm. 14 sierpnia 1949) – syryjski wojskowy (generał) i polityk, który w 1949 pełnił obowiązki prezydenta oraz premiera Syrii.

## Młodość
Urodził się w kurdyjskiej rodzinie w mieście Aleppo w ówczesnym Imperium osmańskim (obecnie Syria). Jego ojciec był muftim, który służąc w armii tureckiej zginął w walce z Brytyjczykami.

## Kariera wojskowa
Az-Za’im bardzo szybko rozpoczął naukę w elitarnej szkole wojskowej Hosni Balostanp. Był oficerem w armii osmańskiej. W trakcie służby stał się zwolennikiem arabskiego nacjonalizmu i panarabizmu. Stał się wówczas zwolennikiem utworzenia Wielkiej Syrii. Pod koniec I wojny światowej, w 1918 r. zbiegł z tureckiej armii i przyłączył się do arabskich sił Saida Husajna ibn Alego w Mekce.
W lipcu 1920 r. powrócił do Mandatu Syrii i Libanu i wstąpił do francusko-syryjskiej Armii Lewantu (Armée du Levant). Jako oficer ukończył szkołę wojskową w Paryżu. W trakcie II wojny światowej tereny Syrii i Libanu znalazły się pod kontrolą francuskiego rządu Vichy. Az-Za’im był zwolennikiem francuskich faszystów i popierał Adolfa Hitlera. W czerwcu 1941 r. wojska brytyjskie i siły Wolnych Francuzów przeprowadziły z terytorium Mandatu Palestyny Operację Exporter, w wyniku której upadły rządy Vichy w Syrii i Libanie. Pułkownik az-Za’im podjął walkę partyzancką z siłami Wolnych Francuzów. Został aresztowany i osadzony w więzieniu w Bejrucie.
Działania syryjskich nacjonalistów oraz naciski Wielkiej Brytanii zmusiły francuskie garnizony do opuszczenia Syrii. Ostatni żołnierze francuscy wyjechali 17 kwietnia 1946 roku. Natychmiast ogłoszono powstanie niepodległej Syryjskiej Republiki Arabskiej. Tego samego dnia az-Za’im został zwolniony z więzienia i powołany do syryjskiej armii. Początkowo objął stanowisko przewodniczącego Sądu Wojskowego w Dajr az-Zaur, następnie przeniósł się do Damaszku i został dyrektorem sił bezpieczeństwa.
W maju 1948 r. Syria przystąpiła do I wojny izraelsko-arabskiej, jednak nieudolne dowodzenie doprowadziło do licznych porażek i dużych strat syryjskich wojsk. We wrześniu az-Za’im otrzymał awans na generała i został mianowany nowym szefem Sztabu Generalnego Syryjskich Sił Zbrojnych. Wojenne niepowodzenia były wielkim szokiem dla syryjskich oficerów. Oskarżali oni prezydenta Szukri al-Kuwatli o nieudolne dowodzenie armią i niegospodarne zarządzanie państwem. Wzrost niezadowolenia pogłębił się, gdy aresztowano kilku wysokich oficerów pod zarzutami korupcji. Sytuacja zmusiła generała az-Za’ima do przeprowadzenia w dniu 29 marca 1949 r. bezkrwawego zamachu stanu i obalenia rządów prezydenta al-Kuwatli. Obalony prezydent został uwięziony i następnie wydalony do Egiptu.
Zamach został przeprowadzony przy poparciu Syryjskiej Partii Socjalno-Narodowej, której az-Za’im był członkiem. Był to pierwszy wojskowy zamach stanu przeprowadzony w Syrii. Miał on długotrwałe skutki, takie jak osłabienie kraju i rządu, oraz rozpoczął serię coraz bardziej brutalnych wojskowych buntów. Tylko w 1949 r. doszło do dwóch kolejnych zamachów stanu.

## Prezydentura
30 marca 1949 r. generał Husni az-Za’im ogłosił się nowym prezydentem Syrii. Następnie 1 kwietnia rozwiązał parlament i 17 kwietnia ogłosił się nowym premierem.
Początkowo rządy Libanu, Egiptu i Arabii Saudyjskiej odmawiały uznania jego prezydentury. Sytuacja zmieniła się, gdy az-Za’im nawiązał bliską współpracę z pro-brytyjskim Irakiem. Było to spostrzegane jako chęć utworzenia Wielkiej Syrii, w skład której wejdzie Syria i Irak. W nowej sytuacji Egipt i Arabia Saudyjska zmieniły swoje stanowisko i pośpiesznie uznały prezydenturę az-Za’ima. Umożliwiło to zesłanie byłego prezydenta do Egiptu. W zamian za uznanie, az-Za’im zobowiązał się do zerwania stosunków dyplomatycznych z irackim królem Fajsalem I i jordańskim królem Abdullahem I. Podstawą do zerwania stosunków stało się oskarżenie, że Jordania z Irakiem planują zagarnięcie terenów Wielkiej Syrii do własnych państw wchodzących w skład ziem dynastii Haszymidów.
W polityce wewnętrznej az-Za’im był postępowym politykiem, zwolennikiem demokracji i świeckości państwa. Opracował projekt świeckiej konstytucji i zaproponował emancypację kobiet poprzez przyznanie im prawa do głosowania. Wzywał kobiety do zaprzestanie noszenia kwefów, czym wywołał poruszenie wśród muzułmańskich przywódców religijnych. W sprawach gospodarki narodowej rozpoczął realizację licznych projektów budowlanych (szkoły, szpitale, drogi, tama na Eufracie, budowa portu w Latakii). Aby zdobyć środki na realizację tych projektów podniósł podatki, czym zraził sobie przedsiębiorców. Podpisując zawieszenie broni z Izraelem, zraził do siebie syryjskich nacjonalistów. Rozejm z Izraelem zawierał w sobie punkt o osiedleniu się na terytorium Syrii 300 tys. palestyńskich uchodźców. Az-Za’im uzależnił ich przyjęcie od uzyskania odpowiedniej zagranicznej pomocy humanitarnej i gospodarczej.
Nie mając poparcia, az-Za’im został obalony po czterech i pół miesiącach rządów. Zamach stanu przeprowadzili jego wojskowi współpracownicy. Az-Za’im został osadzony w więzieniu w Damaszku, a następnie 14 sierpnia 1949 r. rozstrzelany.